# Frente para la Liberación de Dhofar
El Frente para la Liberación de Dhofar (DLF) (en árabe: جبهة تحرير ظفار) fue un frente comunista que se estableció para crear un estado separatista en Dhofar, la provincia del sur de Omán, que compartía frontera con Yemen del Sur.
La DLF fue creada por jóvenes comunistas (marxistas-leninistas) en Salalah en 1965. Su principal objetivo era conseguir financiación para el desarrollo de la zona y acabar con el gobierno del sultán de Mascate y Omán (Said bin Taimur).
Los dos personajes del liderazgo que estarían en el centro de la corta historia del frente fueron Musallam bin Nufl y Yusuf bin Alawi bin Abdullah.
Apoyados por Yemen del Sur, lucharon durante 10 años contra el sultán de Mascate y las fuerzas armadas de Omán. El Ejército del Sultanato, apoyado por Irán y el Reino Unido, consiguió desalojar a las DLF y empujar sus fuerzas hacia la frontera de Yemen y las montañas en 1976.